# Cem Anos de Solidão
Cem Anos de Solidão (em espanhol, Cien Años de Soledad) é um romance do escritor colombiano Gabriel García Márquez, Prêmio Nobel da Literatura em 1982. É considerada uma das obras mais importantes da literatura colombiana e sul-americana e umas das mais lidas e traduzidas de todo o mundo. Durante o IV Congresso Internacional da Língua Espanhola, realizado em Cartagena, na Colômbia, em março de 2007, Cem Anos de Solidão foi considerada a segunda obra mais importante de toda a literatura hispanófona, ficando apenas atrás de Dom Quixote de la Mancha. Valendo-se do estilo conhecido como realismo mágico e do romance histórico, Cem Anos de Solidão cativou milhões de leitores e ainda atrai milhares de fãs à literatura constante de Gabriel García Márquez.

A primeira edição da obra foi publicada em Buenos Aires, Argentina, em maio de 1967, pela editora Editorial Sudamericana, com uma tiragem inicial de 10 mil exemplares. Nos dias de hoje, já foram vendidos mais de 50 milhões de exemplares nos 46 idiomas em que a obra foi traduzida.

## Resumo
Considerado um dos melhores livros de literatura em língua espanhola já escritos, sua história passa-se numa aldeia fictícia e remota na América chamada Macondo. Esta pequena povoação foi fundada pela família Buendía–Iguarána.
A primeira geração desta família peculiar é formada por José Arcadio Buendía e Úrsula Iguarán. Este casal teve três filhos: José Arcadio, que era um rapaz forte, viril e trabalhador; Aureliano, que contrasta interiormente com o irmão mais velho no sentido em que era filosófico, calmo e terrivelmente introvertido; e por fim, Amaranta, a típica dona de casa de uma família de classe média do século XIX. A estes, juntar-se-á Rebeca, que foi enviada da antiga aldeia de José Arcadio e Úrsula, sem pai nem mãe.
A história desenrola-se à volta desta geração e dos seus filhos, netos, bisnetos e trinetos, com a particularidade de que todas as gerações foram acompanhadas por Úrsula (que viveu entre 115 e 122 anos). Esta centenária personagem dará conta que as características físicas e psicológicas dos seus herdeiros estão associadas a um nome: todos os José Arcadio são impulsivos, extrovertidos e trabalhadores, enquanto que os Aurelianos são pacatos, estudiosos e muito fechados no seu próprio mundo interior. Os Aurelianos terão ao longo do livro a missão de desvendar os misteriosos pergaminhos de Melquíades, o Cigano, que foi amigo de José Arcadio Buendía. Estes pergaminhos têm encerrada em si a história dramática da família e apenas serão decifradas quando o último da estirpe estiver às portas da morte.

## Personagens

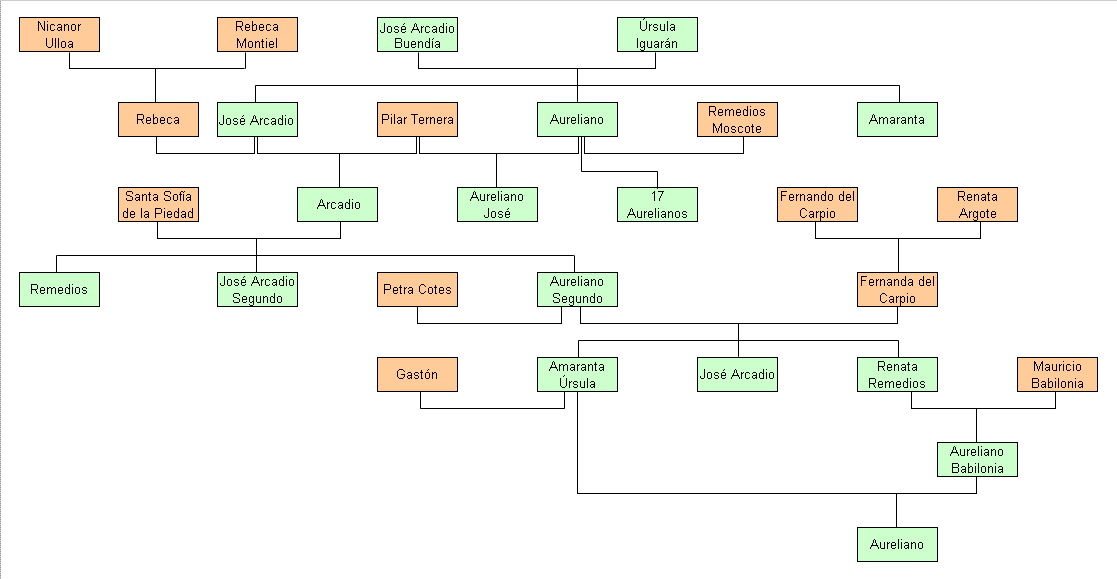
Árvore genealógica da família Buendía

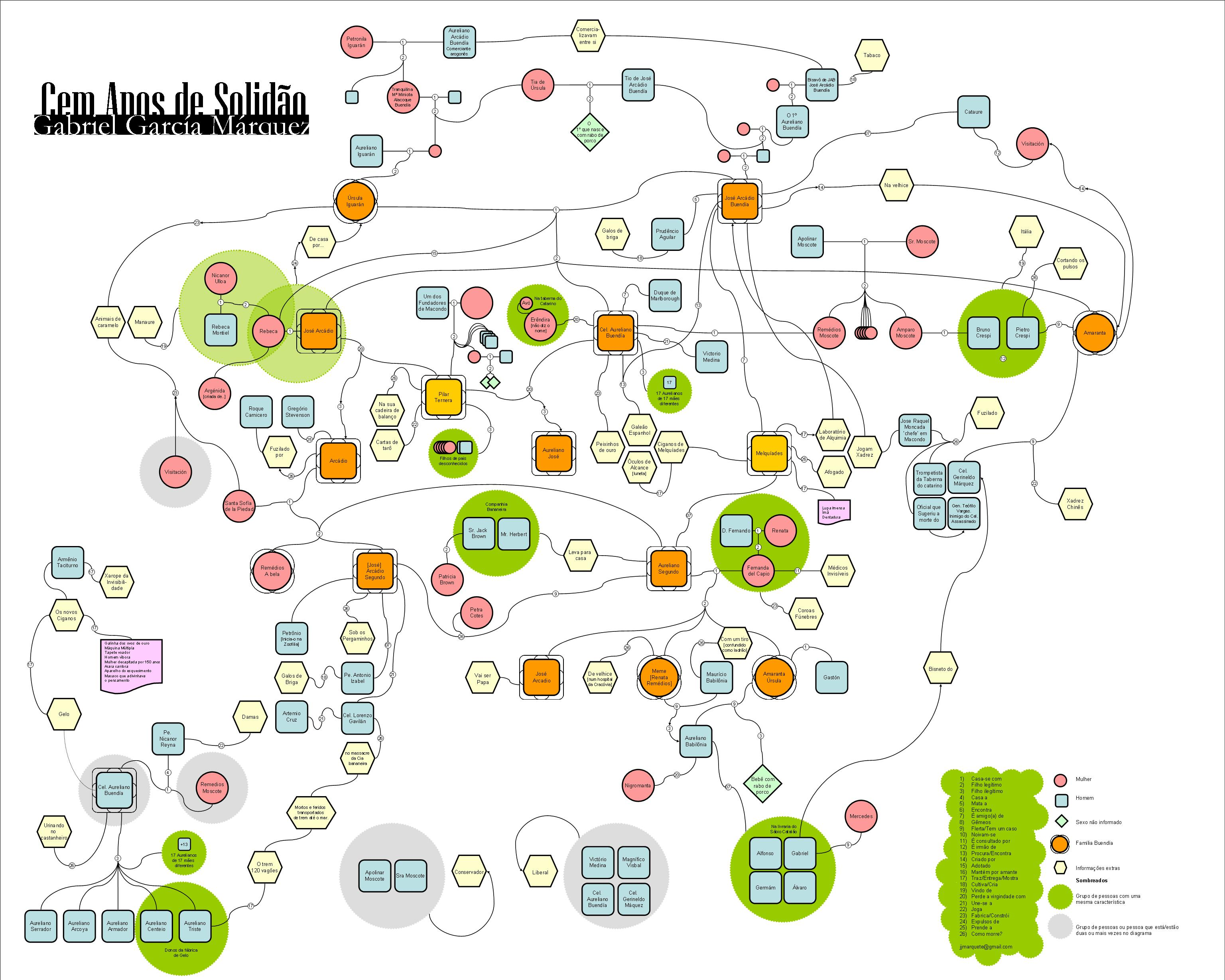
Resumo Gráfico e Árvore Genealógica da Família Buendía e do Romance Cem anos de Solidão

### Primeira Geração

#### José Arcadio Buendía
Patriarca da família Buendía e fundador da cidade de Macondo, casou-se com sua prima Úrsula Iguarán aos 19 anos. Homem empreendedor, de caráter forte, alimentado por sonhos extravagantes, interessava-se por física, alquimia e mecânica. O cigano Melquíades o colocava a par das novidades que descobria ao longo das suas viagens pelo mundo. Após ter enlouquecido, foi amarrado a uma árvore à qual permaneceu preso, mesmo após ter sido libertado das cordas que o amarravam.

#### Úrsula Iguarán
Matriarca da família Iguarán–Buendía, prima e esposa de José Arcadio Buendía. Úrsula é uma mulher que batalha por sua família sem medir esforços, possui um comportamento forte e busca a todo momento o melhor para sua família; por isso sofre constantemente ao ser a "voz da razão de uma familia de loucos", como ela mesmo afirma. Parece ter em seu destino a luta pelos homens da família. É uma personagem marcante do livro, que em todas as fases está caracterizado pela sua presença e só para de sê-la quando a idade não permite mais. Vive entre 115 e 122 anos.

### Segunda Geração

#### José Arcadio
Filho mais velho de José Arcadio Buendía e Úrsula Iguarán, é batizado com o nome do pai. Mantém relações com Pilar Ternera, a quem abandona grávida. Foge com os ciganos em razão de paixão repentina por uma cigana e retorna a Macondo só muito tempo depois. Quando reaparece, é homem forte, com tatuagens, falando a língua de marinheiros e gabando-se por ter navegado os quatro cantos do mundo. Casa-se com sua irmã de criação, Rebeca. Sua morte no banheiro de sua casa é um mistério e faz com que sua esposa se recluse pelo resto da vida

#### Coronel Aureliano Buendía
Segundo filho de José Arcadio Buendía e Úrsula, é batizado com o nome do bisavô (o avô de José Arcadio). Se envolve com a política ao tentar impedir o Sr. Apolinar Moscote de pintar todas as casas de azul a mando do governo. Conhece Remedios Moscote e se apaixona. Casam-se, apesar da grande diferença de idade. Mais tarde, torna-se o Coronel Aureliano Buendía, ao participar da guerra ao lado dos liberais. Morre sozinho em casa, muitos anos depois, fazendo peixinhos de ouro.

#### Amaranta
Terceira filha de José Arcadio Buendía e Úrsula. Se apaixona por Pietro Crespi, assim como sua irmã de criação, Rebeca. Essa arruma seu casamento, enquanto Amaranta tenta interrompê-lo. Rebeca desmancha o noivado e se casa com seu irmão de criação José Arcadio. Pietro Crespi se apaixona por Amaranta que, mesmo apaixonada, não lhe dá esperanças. Tem uma relação amorosa com Aureliano José, seu sobrinho (filho de Aureliano Buendía com Pilar Ternera). Ao fim, mantém uma amizade com o Coronel Gerineldo Márquez, mas o esnoba. Morre solteira, virgem e com uma atadura na mão que carrega por boa parte da vida, fruto de uma queimadura em penitência que ela faz consigo mesma após o suicídio de Pietro Crespi.

### Terceira Geração

#### Arcadio
Filho de José Arcadio com Pilar Ternera. Morre tentando fazer uma revolução liberal em Macondo. Tem três filhos com Santa Sofia de La Piedad: Remedios, a Bela e os Gêmeos Aureliano Segundo e José Arcadio Segundo.

#### Aureliano José
Filho de Aureliano com Pilar Ternera, é morto com um tiro nas costas ao sair correndo de uma peça teatral, depois de desacatar um coronel em plena guerra.

#### 17 Aurelianos
Durante suas 32 guerras civis, o coronel Aureliano Buendía tem 17 filhos com 17 mulheres diferentes, sendo que com cada uma passou apenas uma noite. Em certo momento, a casa dos Buendía é visitada por 17 mulheres diferentes solicitando a Úrsula batizar seus filhos, que batiza a todos com o nome de Aureliano e sobrenome materno.
Quando o Coronel Aureliano Buendía, já aposentado, ameaçou armar os seus filhos contra o estado, homens armados perseguiram-nos ocultamente, levando à morte dos 17 filhos, que eram facilmente identificáveis devido à cruz de cinzas que levavam na testa e que não conseguiam remover, desde que o padre da aldeia os tinha marcado na missa de Quarta-feira de cinzas.

### Quarta Geração

#### Remedios, a Bela
Filha de Arcadio, a mulher mais bonita que existiu no mundo, mesmo podendo ter qualquer homem para si, não se envolveu com nenhum dos que a seguiam e dos que morreram por ela. 
Chamada no livro de Remedios, a Bela, é uma garota que cresceu sem malícias ou pensamentos complexos. Queria apenas viver, comer, dormir. Não entendia por que as pessoas complicavam a vida. Achava natural andar nua e ria na cara dos homens que a pediam em casamento. Um dia, ascendeu aos céus.

#### José Arcadio Segundo
José Arcadio Segundo é irmão gêmeo de Aureliano Segundo, filho de Arcadio e Santa Sofía de la Piedad. Úrsula crê que ambos foram trocados na infância, pois José Arcadio possui as características dos Aurelianos.
Herdeiro do espírito anarquista do Coronel Aureliano Buendía, José Arcadio lidera uma greve geral dos trabalhadores da companhia bananeira. Com a greve, os trabalhadores são exterminados em uma estação de trem. No entanto, José Arcadio sobrevive. Os fantasmas desse dia o atormentam até o dia de sua repentina morte. Influencia Aureliano Babilônia a tentar desvendar os pergaminhos de Melquíades com a história do extermínio.

#### Aureliano Segundo
Era esbanjador, promovia banquetes que duravam dias, foi desafiado uma certa vez por uma mulher para ver quem aguentava comer mais, tamanha era sua fama de glutão e festeiro pelo país. Era receptivo, mesmo com os forasteiros. Numa outra oportunidade, mandou cobrir as paredes da casa da família com notas de dinheiro. Apesar de casado com Fernanda del Carpio, entranhava-se em um amor intrínseco com a concubina Petra Cotes, que ele julgava ser a responsável pela fertilidade dos seus animais. Sua morte repentina foi no mesmo instante que a do irmão gêmeo, José Arcadio Segundo. No funeral, os corpos são trocados e um é enterrado na tumba do outro.

### Quinta Geração

#### Amaranta Úrsula
Filha de Aureliano Segundo e Fernanda del Carpio. Estudará em Bruxelas, onde se casará com um homem de posses chamado Gastón. Anos depois, volta a Macondo e se apaixona por Aureliano Babilônia, sem saber que era seu sobrinho, e têm um filho, o último dos Buendía. Morre no parto de hemorragia.

#### Renata Remedios (Meme)
Filha de Aureliano Segundo e Fernanda, estuda para agradar sua mãe, que tem sonhos aristocráticos. Ao voltar para Macondo, se relaciona com Mauricio Babilônia, um caso não aprovado por sua mãe, de cujo enlace nascerá Aureliano Babilônia. Fernanda a manda para um convento, sem saber que a filha está grávida, lugar onde morreu sem ter dito mais nenhuma palavra.

#### José Arcadio
Vai estudar para ser padre em Roma. Quando volta para ver sua mãe, Fernanda, encontra-a morta na cama a sua espera. Permanece em Macondo e transforma a casa em um paraíso decadente. Dava festas na casa, com garotos mais novos que julgava ajudar. Em uma dessas festas, irrita-se e os expulsa da casa a chicotadas. Tempos mais tarde, os meninos o afogam na caixa-d'água para roubar o ouro escondido desde os tempos da guerra que só eles sabiam onde estava enterrado.

### Sexta Geração

#### Aureliano Babilônia
Filho bastardo de Renata Remedios e Mauricio Babilônia, é confinado a viver sem sair de casa, pois Fernanda não podia aceitar a existência de um filho bastardo em sua linhagem. É levado à casa por uma freira, vindo do convento onde Renata estava. Fernanda consegue convencer a todos que ele foi deixado à porta numa cesta. Muitos anos depois, Aureliano tem um caso com sua tia, Amaranta Úrsula. É ele quem traduzirá os pergaminhos de Melquíades e quem será o pai do último Buendía, "porque as estirpes condenadas a cem anos de solidão não teriam uma segunda oportunidade sobre a terra".

### Sétima Geração

#### Aureliano
Último da linhagem dos Buendía, filho de Amaranta Úrsula e Aureliano Babilônia. Nasce com um rabo de porco, concretizando-se assim a maldição de que duas pessoas da mesma família não poderiam ter filhos, pois estes nasceriam com alguma aberração. É devorado pelas formigas ao fim do livro, como previsto nas profecias de Melquíades.

## Personagens externos a família

### Melquíades
Melquiades é um dos ciganos que visita Macondo, trazendo inventos e mercadorias de diversos lugares do mundo. Escreve os pergaminhos que preveem a história da família Buendía, os quais são traduzidos por Aureliano Babilônia.

### Pilar Ternera
Pilar é uma mulher alegre e decidida que habita Macondo, transformando-se na concubina dos irmãos Aureliano e José Arcadio Buendía, sendo que com cada um tem um filho (Aureliano José e Arcadio). Pilar lê e prevê o futuro nas cartas e se torna a dona de um prostíbulo.

### Visitación
Uma índia Guajira que chega a Macondo com seu irmão, Cataure, fugindo de uma praga de insônia que flagelava sua tribo. Visitación e seu irmão são recebidos por serem considerados dóceis e passam a trabalhar com a família, especialmente no cuidado das crianças, motivo pelo qual José Arcadio e Amaranta aprenderam a falar a língua dos indígenas desde a infância. Permanece com a família mesmo durante a praga de insônia.

### Cataure
Cataure é um índio guajira que chega à casa junto com Visitación. Ele parte da casa logo após a chegada da praga de insônia, mas retorna rapidamente para prestar seus respeitos a José Arcadio Buendía quando este morre.

### Rebeca
Filha adotiva de Úrsula e José Arcadio. Chega a Macondo procedente de uma cidade vizinha, tendo perdido seu pai e sua mãe, que embora José Arcadio Buendía e Úrsula Iguarán não se lembrem, teriam conhecido há muito tempo atrás, assim como afirma a misteriosa carta que Rebeca trazia consigo na chegada a Macondo. Trouxe também da aldeia o estranho hábito de comer terra quando se sentia aflita e desesperada. Torna-se namorada de Pietro Crespi, professor de boas maneiras; entretanto, acaba se entregando à paixão por José Arcadio, seu irmão de criação, do qual se torna esposa. Depois da morte do esposo, tranca-se em casa e volta a comer terra.

### Petra Cotes
Chegou a Macondo em plena guerra, e vivia de organizar rifas com seu marido, que logo em seguida morre. Concubina de Aureliano Segundo, que se alterna entre ela e Fernanda. Aureliano Segundo a julgava responsável pela extraordinária fertilidade de seus animais, motivo pelo qual angariou significativa riqueza, desperdiçada em festas e farras.

### Pietro Crespi
É disputado por Rebeca e Amaranta. Inicia um namoro com Rebeca, porém esta o troca pelo irmão de criação, José Arcadio. Em seguida, Amaranta declara seu amor por Pietro, mas recusa a se casar como vingança por ele ter preferido Rebeca. Em razão da rejeição que sofre, Pietro suicida-se.

### Maurício Babilônia
Mauricio é um aprendiz de mecânico da companhia Bananeira. Aparentemente, é descendente dos ciganos e possui como peculiaridade o fato de ser seguido constantemente por borboletas amarelas. Maurício namora Meme, porém Fernanda descobre o romance e trata de por um fim na relação. Maurício continua visitando a amada, mas um guarda solicitado por Fernanda o acerta com um tiro, confundindo-o com um ladrão de galinhas, sendo que, em razão disso, passa o resto de sua vida inválido. Meme, a qual estava grávida de Maurício, dá à luz Aureliano Babilônia. 

### Fernanda del Carpio
Nasceu em uma cidade distante de Macondo, filha de uma família nobre, mas empobrecida. Na infância e adolescência, se dedicou aos estudos em um convento, onde foi preparada para ser rainha. Casa-se com Aureliano Segundo, todavia este continua vivendo com a amante. A sua chegada na casa dos Buendía marca o princípio da decadência em Macondo. É muito perfeccionista e neurótica, sendo uma religiosa quase fanática. Vangloriava-se de somente ter feito suas necessidades num penico de ouro que, afinal, só tinha ouro no brasão. Ao descobrir o romance de sua filha Meme com Maurício, faz este ser baleado por uma autoridade, o que o torna inválido e para sempre temido como ladrão de galinhas. Em seus últimos dias, vive sozinha em casa com Aureliano Babilônia, seu neto a quem nunca assumiu. Morre quatro meses antes da chegada de seu filho José Arcadio, vindo de Roma.

### Santa Sofía de la Piedad
Casa com Arcadio, filho de Pilar Ternera e José Arcadio.
Santa Sofía de la Piedad dá à luz Remédios, a Bela, e aos gêmeos José Arcadio Segundo e Aureliano Segundo. Personagem que segue a família Buendía, porém sem grandes feitos, sendo inclusive considerada como uma serviçal por sua nora Fernanda del Carpio. Vai embora para morrer em sua cidade após a morte de seus três filhos.

## Influência na cultura popular
A música Banana Co, do Radiohead, é inspirada nesta obra de Gabriel Garcia Marquez. Usa imaginário da obra para descrever a devastação que as companhias de produção de bananas provocavam nos países subdesenvolvidos da América no século XX. 
A música The Sad Waltzes of Pietro Crespi, do Owen, é inspirada no personagem Pietro Crespi e suas valsas tristes.
A banda "Francisco, el hombre" tem seu nome inspirado em um personagem do livro, Francisco, o Homem, que é um errante cantador.
No filme Encanto (Disney), que também se passa na Colômbia, o símbolo da família Madrigal são borboletas amarelas, que aparecem durante todo o filme, mas especialmente como uma nuvem ao redor de abuela Alma e Mirabel no clímax da história. E ambas histórias são de realismo fantástico. 